# Лебедівка (Білгород-Дністровський район)
Лебеді́вка (до 14.11.1945 Курорт-Бурнас) — село Тузлівської сільської громади, у Білгород-Дністровському районі Одеської області України. Населення становить 26 осіб.
Курорт, заснований німецькими колоністами, які оцінили природні ресурси, розташовані в одному місці: змішаний ліс, рідкісне явище для бесарабської частини Одеської області, що називається Буджак, Чорне море та жаркий подих степу.

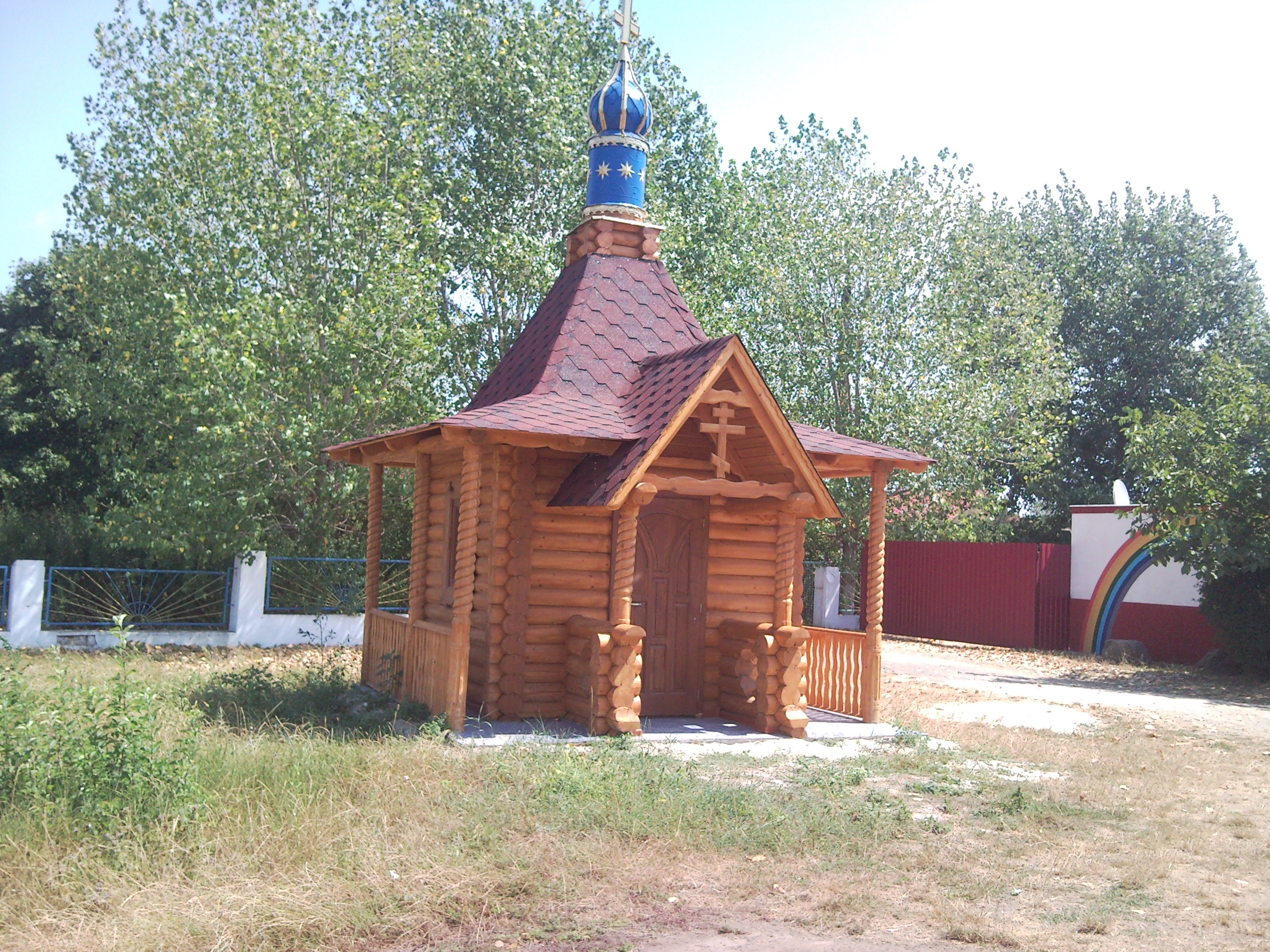
Сільська каплиця

Солоний лиман Бурнас (Bad Burnas) є безцінним водно-болотним угіддям міжнародного значення. Це родовище лікувальних грязей, що використовуються в лікуванні захворювань шкіри, внутрішніх органів, опорно-рухового апарату. Ще на початку минулого сторіччя в цьому чистому куточку Чорного моря відпочивали і лікувалися відомі люди: перший голова відродженої польської держави Пілсудський з сім'єю, король Румунії Міхай і багато інших. Місцеві жителі переповідають, що на цьому курорті лікувалася українська поетеса Леся Українка. У той час це місце називалося курортом Bad Burnas. Вже тоді були знамениті лікувальні грязі та вуглецеві ванни лиману. Свого часу в Лебедівці існував санаторій для дітей, що перехворіли на поліомієліт, який пропрацював з початку 50-х до кінця 80-х років. Тепер тут розміщуються близько двадцяти баз відпочинку і пансіонатів.

## Населення
Згідно з переписом УРСР 1989 року чисельність наявного населення села становила 33 особи, з яких 16 чоловіків та 17 жінок.
За переписом населення України 2001 року в селі мешкало 26 осіб.

### Мова
Розподіл населення за рідною мовою за даними перепису 2001 року:
| Мова       | Відсоток |
| ---------- | -------- |
| українська | 80,77 %  |
| російська  | 19,23 %  |

## Транспорт
Літом (в сезон) до Лебедівка із Одеси тричі на день їздить автобус. Також до села можна дістатися електричкою до Білгород-Дністровського, а далі — маршруткою.

## Галерея
|                            |
| Будинок на Бурнаській косі |

|                                                           |
| Катер Прикордонних військ України поблизу Бурнаської коси |

|                                |
| Туристичні будинки у Лебедівці |

|                                 |
| Панорама села з Бурнаської коси |

|           |
| Пляж села |

|                   |
| Приморські обриви |